# Ponte Ferroviária de Portimão
A Ponte Ferroviária de Portimão, também conhecida como Ponte Ferroviária do Arade, é uma infra-estrutura ferroviária da Linha do Algarve, sobre o Rio Arade, junto a Portimão, no Distrito de Faro, em Portugal.

## Descrição
Esta estrutura é constituída por vários tramos com vigas parabólicas de ferro, suportados por pilares de cantaria. O comprimento da ponte é de aproximadamente 330 m.
Nas proximidades existe uma outra ponte metálica, destinada ao tráfego rodoviário.

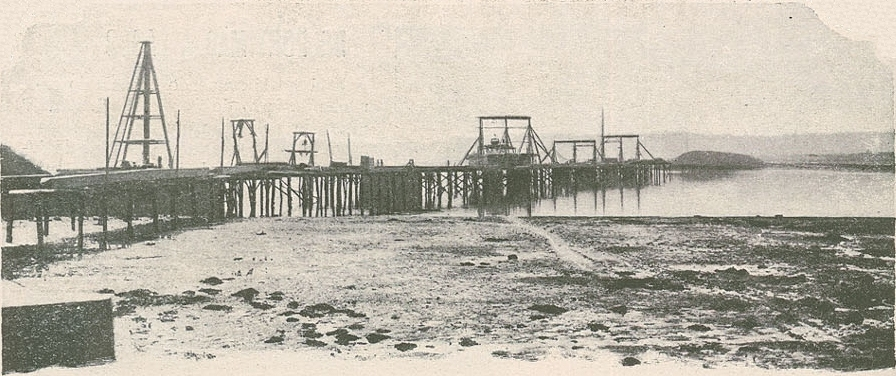
Obras de construção da ponte.

## História
A primeira estação a servir a localidade de Portimão foi uma gare provisória na margem oriental do Rio Arade, na zona de Ferragudo e do Parchal, que foi inaugurada em 15 de Fevereiro de 1903, e que fazia parte de um ramal que partia de Tunes, na Linha do Sul. Durante o planeamento do lanço seguinte do ramal, até Lagos, foi alvitrada a reutilização da Ponte Rodoviária de Portimão, que já estava construída, para a passagem da via férrea sobre o Rio Arade. Em 25 de Fevereiro de 1898, um grupo de trabalho, composto pelos engenheiros Mata, Eça, Espregueira, Lopes e Sequeira viajou até ao Algarve para estudar a ponte rodoviária, no sentido de saber se podia ser adaptada para uso ferroviário. No anteprojecto para a via férrea entre a estação provisória de Portimão e Lagos, executado em 20 de Março de 1899 pelo engenheiro Antonio da Conceição Parreira, foram apresentadas duas hipóteses para a travessia do Rio Arade: ou construía-se uma ponte de raiz, ou então aproveitava-se a ponte rodoviária. Optou-se por construir uma ponte própria. Durante a reunião de Novembro de 1916 do Congresso Algarvio, foram discutidos vários assuntos relativos às obras de vulto que estavam a ser feitas ou planeadas na região, incluindo a conclusão da ponte ferroviária de Portimão e da via férrea até Lagos. Este caminho de ferro entrou ao serviço em 30 de Julho de 1922, sendo então denominado de Ramal de Lagos. Desta forma, a antiga estação de Portimão passou a denominar-se de Ferragudo-Parchal.
Nas décadas de 1960 a 1990, a ponte tinha grandes limitações em termos de carga, impedindo a circulação de locomotivas mais pesadas, como as das séries 1500 e 1520, pelo que durante esse período o Ramal de Lagos foi dominado por locomotivas mais pequenas, como as da série Série 1200. Em 2000, esta ponte encontrava-se num sofrível estado de conservação, sendo a passagem das composições feita a velocidades muito reduzidas.
Em Agosto de 2018, a Câmara Municipal de Portimão iluminou a ponte ferroviária de forma a parecer-se com o logotipo do Festival da Sardinha, durante a realização daquele evento gastronómico. Em 22 de Dezembro de 2020, a empresa Infraestruturas de Portugal lançou o concurso público para a modernização do lanço de Lagos a Tunes da Linha do Algarve, que além de electrificação da via férrea também incluiu outras obras, como uma intervenção na ponte de Portimão.